# 6つのレントラー舞曲
6つのレントラー舞曲 (ドイツ語:6 Ländlerische Tänze KV 606  英語:Six dances in the Ländler style : K.V. 606)は、1791年2月28日にウィーンでヴォルフガング・アマデウス・モーツァルトによって作曲された変ロ長調の古典派音楽盛期古典派の作品である。
第1番はセイコーエプソン製のメロディICに採用され、ポケベルのメロディや、各種電子機器の報知音として使われている。
京浜急行電鉄の汎用接近メロディでもあり、独自の接近メロディを導入していない駅で使用されている。
また、防災行政無線チャイムとして、熊本県玉名郡玉東町では昼12:00の定時チャイム(時報)として採用されている。
川口オートレース場では、レースの投票締め切り5分前から締め切り予告メロディーとして使われている。